# جامیلا لمیو
جامیلا لِـمیو (انگلیسی: Jamilah Lemieux؛ زادهٔ ۲۲ ژوئیهٔ ۱۹۸۴) ستون‌نویس، ویراستار، منتقد فرهنگی اهل ایالات متحده آمریکا است.
وی همچنین برندهٔ جوایزی همچون ۱۰۰ زن بی‌بی‌سی شده‌است.